# Maruschka Waldus
Maruschka Waldus (Heerenveen, 22 settembre 1992) è una calciatrice olandese, difensore del PSV.

## Carriera

### Club
Maruschka Waldus all'inizio carriera, mentre studiava alla Johann Cruyff University ad Amsterdam, fu per due volte membro, nel 2009 e nel 2010, del KNVB Talent Team.
Dal 2011 trova un accordo con il Heerenveen, nella sua città di residenza, giocando nella loro formazione femminile per tre stagioni, la prima in Eredivisie e le seguenti in BeNe League, il campionato congiunto tra Belgio e Paesi Bassi. Inserita nella rosa della formazione titolare fin dal suo arrivo, indossando la fascia di capitano nelle ultime due. Al termine della stagione 2013-2014 si congeda dalla società con un tabellino personale di 68 incontri disputati e nove reti segnate, sei delle quali nell'ultimo campionato di BeNe League.
Nell'agosto 2014 Waldus si trasferisce negli Stati Uniti d'America per frequentare l'Università dell'Alabama, aggregandosi così alla sua sezione sportiva, gli Alabama Crimson Tide, e giocando da titolare nella squadra di calcio femminile impegnata nel campionato di Division I del National Collegiate Athletic Association (NCAA) e in Southeastern Conference (SEC). Il suo inserimento nel reparto difensivo ebbe un impatto immediato all'inizio della stagione, mentre a metà stagione venne spostata a centrocampo pur restando con funzioni difensive. Rimasta sempre in rosa viene impiegata in tutte le 20 partite della stagione siglando 3 reti.
Nel 2015 Maruschka Waldus trova un accordo con lo Sky Blue per giocare in National Women's Soccer League (NWSL), prima calciatrice olandese del torneo, facendo il suo debutto nel maggio di quello stesso anno. Impiegata in quella sola occasione, decide il suo ritorno in Europa durante l'estate, siglando un contratto con il Mallbackens IF e giocando in Damallsvenskan, il livello di vertice del campionato svedese, per il resto della stagione.
Nel gennaio 2016 si trasferisce in Germania, sottoscrivendo un contratto con il Turbine Potsdam e dove gioca la parte finale della stagione sia con la formazione titolare, in Frauen-Bundesliga, che nella formazione riserve in 2. Frauen-Bundesliga.
Durante il calciomercato estivo 2016 decide di tornare nei Paesi Bassi per giocare nel Twente campione di Eredivisie.
Dal 2018 si trasferisce all'Avaldsnes giocando in Toppserien, massimo livello del campionato norvegese.

## Palmarès

### Club
- Campionato norvegese: 1

Vålerenga: 2020
- Coppa di Norvegia: 1

Vålerenga: 2020